# Tamar Gojanski
Tamar Gozansky (nascida 1940 em Petah Tiqwa) é uma política israelense do partido esquerda-comunista Hadash.
Tem título de Mestre em Economia pela Universidade de Leninegrado. Foi membro da Knesset até 2003.